# Bone Music

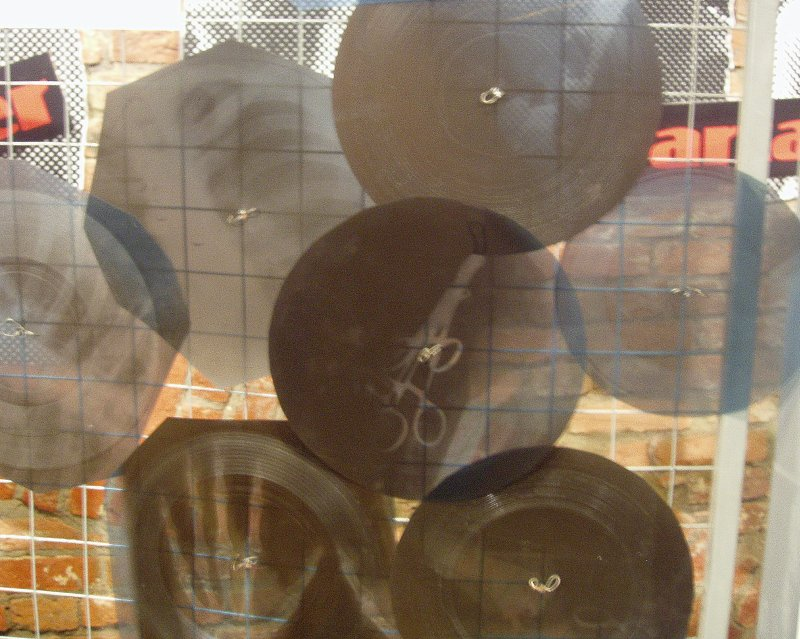
Exemplo de chapas de Raio-X com ranhuras iguais as de discos de vinil, demonstrando que elas foram usadas como bone music.

Bone Music são registros de músicas que foram gravadas, de forma caseira, em chapas de Raio-X. Ou seja, ao invés de se gravar as músicas em discos de vinil, o que era comum na época, as músicas eram gravadas em exames de Raio-X. Isto porque, na época do governo de Stalin na União Soviética, a música ocidental teve sua divulgação totalmente restrita. Desta forma, um grupo de pessoas chamadas de “Stilyagi” (uma espécie de “Hipsters” da época) inventou uma maneira de poder distribuir e manter esse tipo de música viva na União Soviética: eles gravavam registros de áudio sobre exames de Raios-X descartados, que eles recolhiam em massa das lixeiras hospitalares. Os discos de raio-x eram gravados um a um da mesma forma que antigamente se gravavam discos de acetato - ou seja, prensados em vitrolas adaptadas - cortados em círculo com uma tesoura de manicure e o círculo central era feito com cigarros. Assim, esses registros eram reproduzidos normalmente em um toca-discos comum, mas só tocavam de um único lado, a qualidade era baixa, mas eram extremamente baratos. No mercado negro, eram vendidos por preços populares e tocavam em vitrolas comuns.
De acordo com o livro de 1987 de Artemy Troitsky “Back in the USSR: The True Story of Rock in Russia”, a bone music muitas vezes continha surpresas para o ouvinte: “Digamos que, tocavam alguns segundos de rock’n’roll americano e, em seguida, uma voz zombeteira dizia em russo: “Então, pensei que você ia escutar os últimos lançamentos, hein?” , seguido por algumas palavras que faziam referência aos fãs de ritmos ‘elegantes’ e depois apenas silêncio.”
A distribuição da Bone Music tornou-se ilegal em 1958, quando as autoridades do governo Stalinista “descobriram” esta forma de divulgação.
Em 2012, o compositor Stephen Coates, o pesquisador e artista sonoro Alex Kolkowski e o fotógrafo Paul Heartfield criaram o projeto "The X Ray Audio Project", que objetiva explorar "a história incrível da música proibida, da cultura da guerra fria e da tecnologia da pirataria".

## Na Cultura Popular
A história da Bone Music pode ser conferida em alguns livros e filmes, a saber:
| Ano  | Nome                                                        | Tipo               |
| ---- | ----------------------------------------------------------- | ------------------ |
| 1987 | Back in the USSR: The True Story of Rock in Russia          | Livro              |
| 2008 | Stilyagi                                                    | Filme              |
| 2015 | X-Ray Audio - The Strange story of Soviet Music on the Bone | Livro              |
| 2016 | X-Ray Audio: The Documentary                                | Filme-documentário |